# Цари (фильм)
«Цари» — советский чёрно-белый художественный фильм, снятый в 1964 году Михаилом Терещенко по мотивам одноимённого рассказа Матвея Тевелёва. Производство Одесской киностудии художественных фильмов.
Премьера фильма состоялась в марте 1966 года. Фильм посмотрели 4,9 млн зрителей.

## Сюжет
В семью плотогона Михайло Царя внезапно вторгается молодая фельдшерша Надя. Её появление меняет жизни всех членов семьи, особенно среднего сына Олексы, который влюбляется в неё. Несмотря на протесты семьи, Олекса не отказывается от своей любви.
Однако проблемы начинаются, когда жена Олексы решает уйти из семьи из-за его измены. Весь род Царей собирается, чтобы уговорить Олексу вернуть жену, но тот не соглашается.
Когда дочь Нади заболевает и ей нужна срочная операция, Олекса просит отца Михайло помочь ей. Старый Царь решает доставить Надю и её дочь на плотах через бурную реку к городу, чтобы девочка получила медицинскую помощь. В конце концов, девочка спасается, но на этом пути старый плотогон также понимает, насколько неожиданны и сложны могут быть повороты жизни.

## В ролях
- Семён Бардин — Михайло Царь
- Георгий Сатини — Василий
- А. Сугак — Илько
- Юрий Васильев — Олекса
- Валерий Сомов — Иван
- О. Лесникова — Мария
- Вера Титова — Ксеня
- Жанна Дианова — Тереза
- Василий Симчич — Андрей Романович
- О. Ярошенко — Надя
- Михаил Бараболько — лесоруб
- Е. Ильяшенко — Христина
- Анна Шубная — врач
- Олег Фандера — Юра
- Валентина Исай — учительница
- Лилия Гурова — Гафия
- Василий Красенко — эпизод

## Съёмочная группа
- Авторы сценария — Матвей Тевелёв, Михаил Терещенко
- Режиссёр-постановщик — Михаил Терещенко
- Режиссёр — Л. Кудряшов
- Главный оператор — Юрий Романовский
- Оператор — В. Снежко
- Художник — Сергей Жаров
- Грим — П. Орленко
- Костюмы — Л. Толстых
- Редактор — В. Решетников
- Монтаж — Т. Дон
- Оператор комбинированных съёмок — Б. Мачерет
- Художник комбинированных съёмок — И. Пуленко
- Звукооператор — Б. Морозевич
- Композитор и дирижёр — Олег Каравайчук
- Девичья песня — М. Машкина
- Директор картины — В. Дмитриев

## Музыка
В фильме звучит музыка в исполнении Инструментального ансамбля заслуженного коллектива солистов Ленинградской филармонии и Народного инструментального ансамбля Раховского лесокомбината.